# Буди-Вольські (Мазовецьке воєводство)
Буди-Вольські (пол. Budy Wolskie) — село в Польщі, у гміні Пуща-Марянська Жирардовського повіту Мазовецького воєводства.
Населення — 56 осіб (2011).
У 1975-1998 роках село належало до Скерневицького воєводства.

## Демографія
Демографічна структура станом на 31 березня 2011 року:
|          | Загалом | Допрацездатний вік | Працездатний вік | Постпрацездатний вік |
| -------- | ------- | ------------------ | ---------------- | -------------------- |
| Чоловіки | 25      | 6                  | 15               | 4                    |
| Жінки    | 31      | 6                  | 15               | 10                   |
| Разом    | 56      | 12                 | 30               | 14                   |